# Carl Christian Friedrich Langheld
Carl Christian Friedrich Langheld, auch Karl Christian Friedrich Langheld (* 2. März 1751 in Großenbehringen; † 19. Juli 1823 in Waltershausen) war ein deutscher Jurist und Beamter.

## Leben

### Familie
Carl Christian Friedrich Langheld war der Sohn von Johann Julius Langheld, Verwalter auf den Gütern des Geheimrats von Wangenheim und dessen Ehefrau, eine geborene Sebach aus Kurhessen.
Am 10. Oktober 1790 heiratete er in Frankenroda Johanne Rebecke, die Tochter des Gothaer Haushofmeisters Heinrich Gottfried Freytag (1731–1792), dem auch der Gasthof Volkshaus zum Mohren gehörte. Er lebte mit seiner Ehefrau bis 1799 in Gotha und siedelte dann nach Waltershausen um; zu dem Umzug kam es, weil es für ihn keine Wohnung in Reinhardsbrunn gab, sodass er in das Schloss Tenneberg in Waltershausen einzog. Erst in der Zeit von 1809 bis 1810 wurde ein neues Wohnhaus für den Amtmann des Amtes Reinhardsbrunn in Waltershausen errichtet.
Sein Sohn Günther Heinrich Wilhelm Langheld wurde später Gerichtsdirektor in Frankenroda.
In seinem Nachlass befand sich eine Reliquie des Heiligen Bonifatius, die er nach dem Tod des Herzogs August aus dessen Besitz, aus Dankbarkeit für das Denkmal bei der Johanniskirche in Altenbergen, erhalten hatte.

### Werdegang

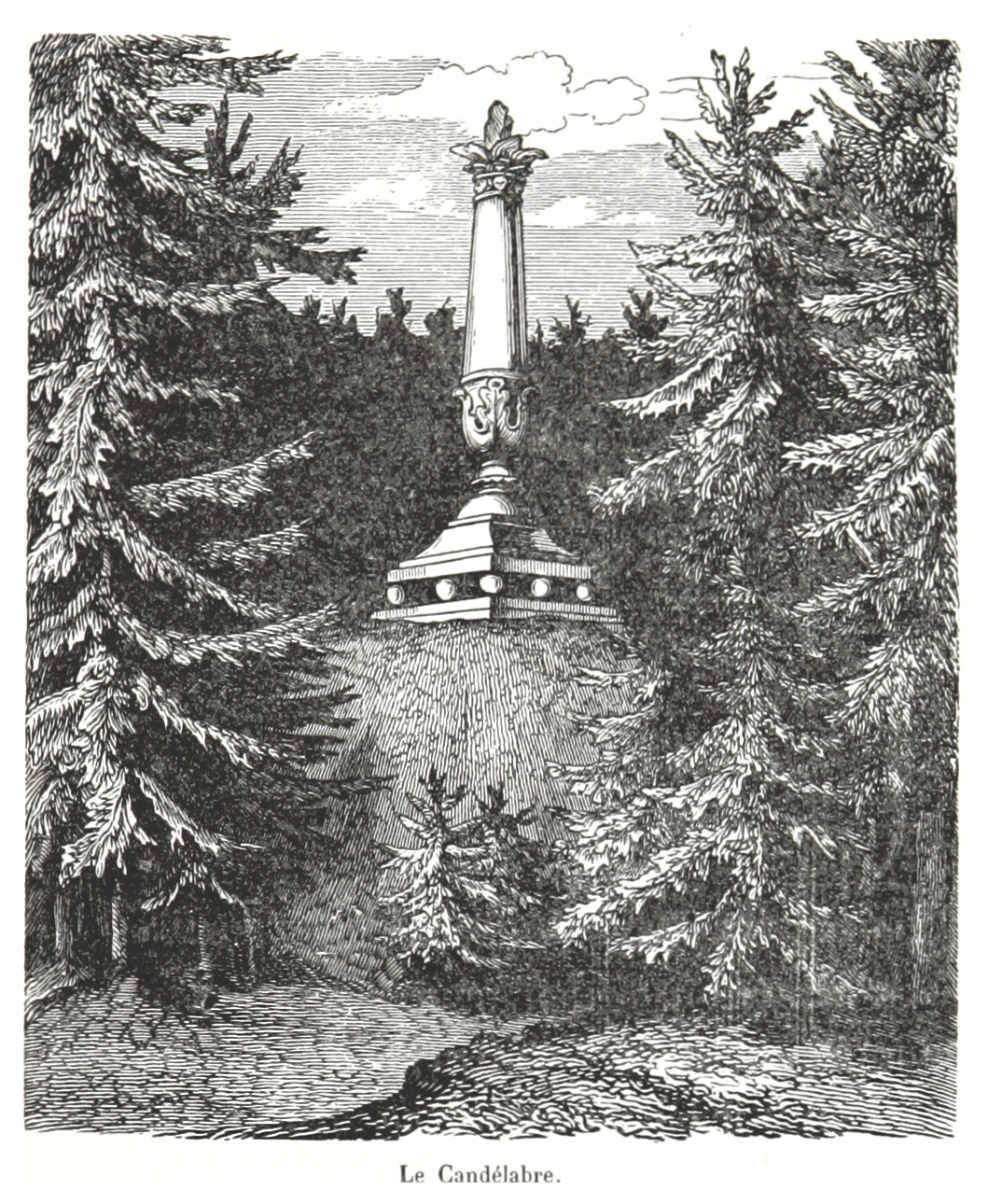
Abbildung des Candelabers in Dans la Forêt de Thuringe. Voyage d'étude (1862) von Édouard Humbert

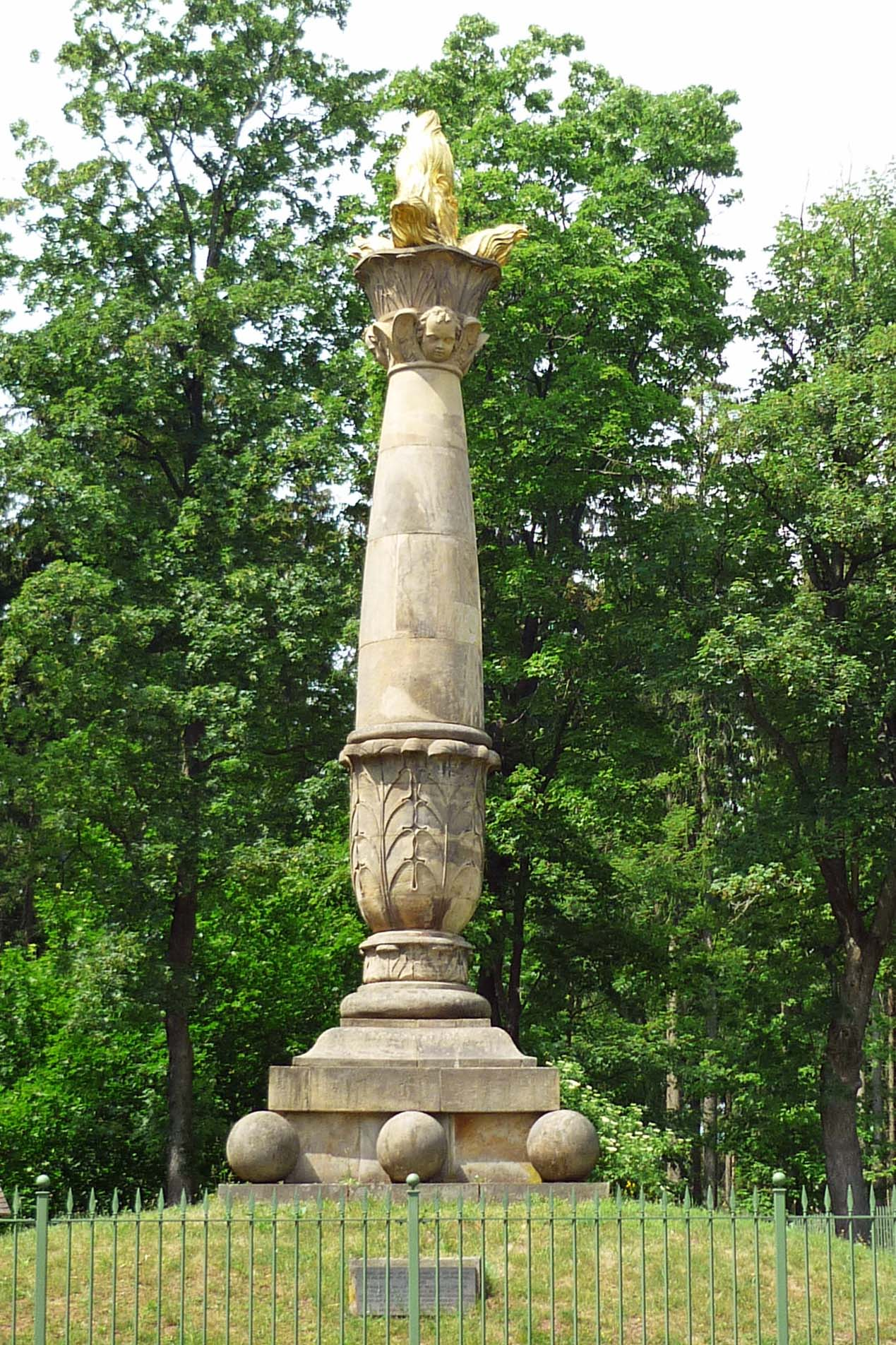
Candelaber bei Altenbergen

Carl Christian Friedrich Langheld besuchte anfangs die lutherische Schule seines Heimatortes und erhielt später Privatunterricht durch einen Prediger-Kandidaten, bis dieser durch den Pfarrer und späteren Superintendenten Johann Georg Gerlach aus Wolfsbehringen ersetzt wurde.
1766 kam er auf das Gymnasium (heute Ernestinum Gotha) zu Rektor Johann Heinrich Stuß in Gotha und schloss die Schule nach vier Jahren erfolgreich ab.
Er immatrikulierte sich 1770 zu einem Theologiestudium an der Universität Jena. Nachdem er Geschichtsvorlesungen bei Joachim Erdmann Schmidt besucht hatte, entwickelte er den Wunsch, das Theologiestudium abzubrechen und schrieb sich, mit der Unterstützung des Geheimrats Julius von Wangenheim, 1771 nun an der Universität Göttingen zu einem Studium der Rechtswissenschaften ein; hier hörte er unter anderem die Vorlesungen bei Johann Stephan Pütter, Johann Friedrich Eberhard Böhmer, Gottfried Achenwall, August Ludwig von Schlözer und Johann Christoph Gatterer und kehrte 1773 in seinen Heimatort zurück.
1775 wurde er durch die herzogliche Landesregierung zum Amtsadvokaten und 1785 zum Hofadvokaten ernannt; in dieser Zeit verrichtete er bis 1799 die Geschäfte als Anwalts und war Gerichtshalter für einen Bezirk, der mehr als zwanzig Dörfer umfasste.
Seine Tätigkeit wurde unter anderem von Sylvius Friedrich von Frankenberg und Ludwigsdorff in Privatgeschäften und die Herren von Wangeheim in Anspruch genommen sowie von den beiden Äbten Gunther III. Basting († 5. Jan. 1794) und Placidus Muth des Benediktinerklosters (siehe Peterskirche (Erfurt)) auf dem Petersberg in Erfurt.
Herzog Ernst II. ernannte ihn 1799 zum Rat und Amtmann des Amtes Reinhardsbrunn, dazu erhielt er die Stelle des Bergamtmanns von Friedrichroda.
Nachdem der Holzhauer Nicolaus Brückner aus Altenbergen verstorben war, hatte er kurz vor seinem Tod 1808 testamentarisch verfügt, dass er zwanzig Meißner Gulden aussetze, damit von den Zinsen ein Gedenkstein bei der Johanniskirche, die von Bonifacius Anfang des achten Jahrhunderts erbaut worden war, gesetzt werde. Carl Christian Friedrich Langheld, der als Amtmann davon erfahren hatte, sprach sich darüber in öffentlichen Blättern aus und versuchte durch eine Stiftung mit Spendengeldern dieses Vorhaben zu unterstützen; dazu nutzte er auch einen Maskenball der Landesherrschaft in Gotha, auf dem er als erster Abt des Klosters Reinhardsbrunn verkleidet, mit einem Gefolge von Mönchen, erschien. In der darauffolgenden Zeit wurden sowohl durch Katholiken als auch durch Protestanten 800 Reichstaler gespendet.
Mithilfe des regierenden Herzogs August von Sachsen-Gotha, der bei der Form des Denkmals um Unterstützung gebeten worden war, wurde entschieden, einen Candelaber errichten zu lassen, der auf sieben Stufen und acht Kugeln ruhte, mit einem Feuerbecken, das von geflügelten Engelköpfen gehalten wurde und Flammen nach verschiedene Richtungen aussandte.
Am 17. Juni 1811 wurde der Grundstein zu dem Leuchter gelegt und am 1. September 1811 erfolgte die feierliche Einweihung des Denkmals, die in der Schrift Bonifacius, oder Feyer des Andenkens an die erste christliche Kirche in Thüringen des Generalsuperintendenten Josias Friedrich Christian Löffler, dargestellt wurde.
Er pflegte seit der Schulzeit in Gotha eine Freundschaft zum späteren Obermedizinalrat Johann Friedrich Blumenbach aus Göttingen und zum Geheimrat Christian August Thon in Eisenach.

## Mitgliedschaften
1810 wurde Carl Christian Friedrich Langheld zum Ehrenmitglied der Thüringischen Landwirtschaftsgesellschaft in Langensalza ernannt.